# Rodolfo Robles Valverde
Rodolfo Robles Valverde, (Quetzaltenango, Guatemala, 14 de enero de 1878 - 1939) fue un renombrado filántropo, médico y científico guatemalteco  que descubrió la oncocercosis.

## Reseña biográfica
A los nueve años de edad lo enviaron a estudiar al Colegio de Santa Clara en California, Estados Unidos, y luego regresó a estudiar la secundaria en el Instituto Nacional de Varones de Occidente en Quetzaltenango, en donde fue redactor de la revista "El Estudiante" en 1895. A los 17 años se fue a estudiar medicina en la Universidad de La Sorbona, en París, en donde trabajó como externo de algunos hospitales entre 1900 y 1903.
Se graduó de la Universidad de París el 26 de julio de 1904, y al regresar a Guatemala, se incorporó a la Escuela Facultativa de Medicina y Farmacia en julio de 1905, siendo médico y cirujano de varias salas en el Hospital General de Occidente, entre 1905 y 1910, además de ser el concejal de higiene de la Municipalidad de Quetzaltenango en 1905 y director del Instituto Nacional de Vacuna, (que fundó su primo José Vicente Molina Valverde —padre de la filántropa guatemalteca Elisa Molina de Stahl— en 1908 para contrarrestar la epidemia de viruela que se estaba presentando en la región. Debido a dicha epidemia) fue médico del Lazareto de tíficos y variolosos en Quetzaltenango entre 1906 y 1909.
Fue también diputado ante la Asamblea Nacional Legislativa en varias ocasiones, así como una Asamblea Nacional Constituyente.
Su labor en la docencia universitaria guatemalteca fue también relevante: fue el primer vocal de la Junta Directiva de la Facultad de Guatemala en 1911 e impartió los cursos de Clínica Quirúrgica, Anatomía, y Clínica Médica la Escuela Facultativa de Medicina y Farmacia.  Posteriormente, cuando se creó la Facultad de Ciencias Naturales y Farmacia fue el primer decano de la misma, e impartió los cursos de Bacteriología y de Micología.

## Asociaciones y sociedades
| Asociación                                   | Membresía                   | País           | Fecha de ingreso       |
| -------------------------------------------- | --------------------------- | -------------- | ---------------------- |
| Sociedad de Anatomía de París                | Miembro correspondiente     | Francia        | 22 de julio de 1904    |
| Sociedad de Medicina e Higiene Tropicales    | Miembro Titular             |                | 23 de marzo de 1904    |
| Sociedad Nacional de Geografía de Washington | Miembro                     | Estados Unidos | 2 de marzo de 1927     |
| Sociedad Académica de Historia Internacional | Miembro de Honor discernido | Francia        | 12 de abril de 1921    |
| Sociedad Nacional de Horticultura de Francia | Miembro Titular             | Francia        | 3 de noviembre de 1923 |
| Sociedad de Zoología de París                | Miembro                     | Francia        | 21 de julio de 1927    |
| Sociedad de Geografía de París               | Miembro Activo              | Francia        | 21 de julio de 1927    |

## Condecoraciones y reconocimientos
- Caballero de la Orden de la Legión de Honor de París, el 6 de julio de 1923.
- Condecoración de Oficial de la Orden Nacional de la Legión de Honor, concedida por el presidente de la República Francesa, el 6 de noviembre de 1929.[1]
- En 1974 fue fundado el moderno hospital para ciegos y sordos en la Ciudad de Guatemala y fue bautizado con su nombre.[1]
- El puente que une a México y a Guatemala sobre el río Suchiate fue llamado Puente «Rodolfo Robles» en su honor.[2]

## Obras
Colaboró en varias revistas científicas que se publicaban en francés y español, y entre sus trabajos se destacan:
- Robles, Rodolfo (9 de julio de 1919). «Onchocercose Humaine au Guatemala produisant la Cecite et “L erysipele du littoral” (Erisepela de la costa)». Bulletín de la Societe de Pathologie Exotique (en francés) XII (7).
- — (7 de junio de 1927). «La Pseudo Lepre ou “Punudos”». Bulletín de l´Academie de Medicina (en francés) (París) XCVII (23).
- —; Galliard, H (enero de 1928). «Inoculation de la Verruga su singe Cynomolgus (cynomolgus) Fascicularis, avec des cultures de Bartonella Bacillifomis». Annales de Parasitologie Humaine e comparé (en francés). VI, (1).